# Olga (programa de televisão)
Olga foi um programa de variedades produzido pela RedeTV! e exibido de 15 de abril de 2019 a 27 de janeiro de 2020, quando foi encerrado para dar lugar ao Tricotando. Era apresentado por Olga Bongiovanni.

## Antecedentes
Logo após o fim de Atualidades, na TV Tarobá, a RedeTV!, emissora que Olga Bongiovanni já tinha trabalhado antes, resolveu recontratar a jornalista para um novo projeto, que entrou no lugar do Fala Zuca, que foi encerrado por baixa audiência.

## Estreia e encerramento
O programa estreou em 15 de abril de 2019 ás 10:00, antecedendo Edu Guedes e Você , mas um tempo depois mudou para o horário da 12:00, trocando com o Você na TV.
Após a parceria da RedeTV! com a TV A Crítica para estrear o Alerta Nacional, gerado de Manaus, os programas Tricotando e Papo de Bola foram realocados. O Papo de Bola passou a anteceder o Você na TV e o Tricotando foi para o horário das 12h, ocupando o lugar do programa, que foi encerrado, e sua apresentadora, dispensada.